# Canoa/kayak ai Giochi della XXXI Olimpiade - K4 1000 metri maschile
La gara di velocità K4, 1000 metri, per Rio de Janeiro 2016 si è svolta alla Laguna Rodrigo de Freitas dal 19 al 20 agosto 2016.

## Regolamento della competizione
La competizione prevede due batterie di qualificazione, due semifinali e due finali. I vincitori nelle batterie di qualificazione accedono direttamente alla finale "A" per l'assegnazione delle medaglie, mentre gli altri equipaggi accedono alle semifinali. I primi tre classificati a queste ultime accedono alla finale "A", mentre i restanti gareggiano nella finale "B" per la definizione della classifica dal 9º al 14º posto.

## Programma
| Data                   | Ora         | Round               |
| ---------------------- | ----------- | ------------------- |
| Venerdì 19 agosto 2016 | 09:51 10:51 | Batterie Semifinali |
| Sabato 20 agosto 2016  | 10:04       | Finale              |

## Risultati
| FA | Qualificato in finale A (per le medaglie)     |
| FB | Qualificato in finale B (non per le medaglie) |
| SF | Qualificato in semifinale                     |

### Batterie

#### Batteria 1
| Pos. | Atleta                                                                  | Paese      | Tempo    | Note |
| ---- | ----------------------------------------------------------------------- | ---------- | -------- | ---- |
| 1    | Max Rendschmidt Tom Liebscher Max Hoff Marcus Groß                      | Germania   | 2'52"836 | FA   |
| 2    | Denis Myšák Erik Vlček Juraj Tarr Tibor Linka                           | Slovacchia | 2'55"628 | SF   |
| 3    | Ken Wallace Riley Fitzsimmons Jacob Clear Jordan Wood                   | Australia  | 2'55"666 | SF   |
| 4    | Fernando Pimenta Emanuel Silva João Ribeiro David Fernandes             | Portogallo | 3'01"498 | SF   |
| 5    | Arnaud Hybois Étienne Hubert Sébastien Jouve Cyrille Carré              | Francia    | 3'02"376 | SF   |
| 6    | Roberto Maehler Vagner Souta Celso Oliveira Gilvan Bitencourt Ribeiro   | Brasile    | 3'04"804 | SF   |
| 7    | Ilya Golendov Andrey Yerguchyov Sergii Tokarnytskyi Alexandr Yemelyanov | Kazakistan | 3'04"883 | SF   |

#### Batteria 2
| Pos. | Atleta                                                              | Paese     | Tempo    | Note |
| ---- | ------------------------------------------------------------------- | --------- | -------- | ---- |
| 1    | Daniel Havel Lukáš Trefil Josef Dostál Jan Štěrba                   | Rep. Ceca | 2'52"027 | FA   |
| 2    | Daniel Dal Bo Juan Ignacio Cáceres Gonzalo Carreras Pablo de Torres | Argentina | 2'55"103 | SF   |
| 3    | Javier Hernanz Rodrigo Germade Óscar Carrera Íñigo Peña             | Spagna    | 2'55"514 | SF   |
| 4    | Kirill Ljapunov Vasilij Pogreban Roman Anoškin Oleg Žestkov         | Russia    | 2'56"662 | SF   |
| 5    | Tibor Hufnágel Benjámin Ceiner Attila Kugler Tamás Somorácz         | Ungheria  | 3'00"369 | SF   |
| 6    | Marko Tomićević Milenko Zorić Dejan Pajić Vladimir Torubarov        | Serbia    | 3'05"272 | SF   |
| 7    | Nicola Ripamonti Giulio Dressino Alberto Ricchetti Mauro Crenna     | Italia    | 3'10"266 | SF   |

## Semifinali

### Semifinale 1
| Pos. | Atleta                                                                  | Paese      | Tempo    | Note |
| ---- | ----------------------------------------------------------------------- | ---------- | -------- | ---- |
| 1    | Ken Wallace Riley Fitzsimmons Jacob Clear Jordan Wood                   | Australia  | 2'58"222 | FA   |
| 2    | Fernando Pimenta Emanuel Silva João Ribeiro David Fernandes             | Portogallo | 2'58"233 | FA   |
| 3    | Marko Tomićević Milenko Zorić Dejan Pajić Vladimir Torubarov            | Serbia     | 2'59"636 | FA   |
| 4    | Ilya Golendov Andrey Yerguchyov Sergii Tokarnytskyi Alexandr Yemelyanov | Kazakistan | 3'00"592 | FB   |
| 5    | Tibor Hufnágel Benjámin Ceiner Attila Kugler Tamás Somorácz             | Ungheria   | 3'00"645 | FB   |
| 6    | Daniel Dal Bo Juan Ignacio Cáceres Gonzalo Carreras Pablo de Torres     | Argentina  | 3'00"952 | FB   |

| Pos. | Atleta                                                                | Paese      | Tempo    | Note |
| ---- | --------------------------------------------------------------------- | ---------- | -------- | ---- |
| 1    | Denis Myšák Erik Vlček Juraj Tarr Tibor Linka                         | Slovacchia | 2'59"362 | FA   |
| 2    | Javier Hernanz Rodrigo Germade Óscar Carrera Íñigo Peña               | Spagna     | 3'00"237 | FA   |
| 3    | Arnaud Hybois Étienne Hubert Sébastien Jouve Cyrille Carré            | Francia    | 3'00"896 | FA   |
| 4    | Kirill Ljapunov Vasilij Pogreban Roman Anoškin Oleg Žestkov           | Russia     | 3'01"065 | FB   |
| 5    | Nicola Ripamonti Giulio Dressino Alberto Ricchetti Mauro Crenna       | Italia     | 3'03"868 | FB   |
| 6    | Roberto Maehler Vagner Souta Celso Oliveira Gilvan Bitencourt Ribeiro | Brasile    | 3'09"220 | FB   |

## Finali

### Finale B
| Pos. | Atleta                                                                  | Paese      | Tempo    | Note |
| ---- | ----------------------------------------------------------------------- | ---------- | -------- | ---- |
| 1    | Kirill Ljapunov Vasilij Pogreban Roman Anoškin Oleg Žestkov             | Russia     | 3'06"825 |      |
| 2    | Ilya Golendov Andrey Yerguchyov Sergii Tokarnytskyi Alexandr Yemelyanov | Kazakistan | 3'08"715 |      |
| 3    | Tibor Hufnágel Benjámin Ceiner Attila Kugler Tamás Somorácz             | Ungheria   | 3'10"388 |      |
| 4    | Daniel Dal Bo Juan Ignacio Cáceres Gonzalo Carreras Pablo de Torres     | Argentina  | 3'12"621 |      |
| 5    | Roberto Maehler Vagner Souta Celso Oliveira Gilvan Bitencourt Ribeiro   | Brasile    | 3'13"337 |      |
| 6    | Nicola Ripamonti Giulio Dressino Alberto Ricchetti Mauro Crenna         | Italia     | 3'14"399 |      |

### Finale A
| Pos. | Atleta                                                       | Paese      | Tempo    | Note |
| ---- | ------------------------------------------------------------ | ---------- | -------- | ---- |
|      | Max Rendschmidt Tom Liebscher Max Hoff Marcus Groß           | Germania   | 3'02"143 |      |
|      | Denis Myšák Erik Vlček Juraj Tarr Tibor Linka                | Slovacchia | 3'05"044 |      |
|      | Daniel Havel Lukáš Trefil Josef Dostál Jan Štěrba            | Rep. Ceca  | 3'05"176 |      |
| 4    | Ken Wallace Riley Fitzsimmons Jacob Clear Jordan Wood        | Australia  | 3'06"731 |      |
| 5    | Javier Hernanz Rodrigo Germade Óscar Carrera Íñigo Peña      | Spagna     | 3'06"768 |      |
| 6    | Fernando Pimenta Emanuel Silva João Ribeiro David Fernandes  | Portogallo | 3'07"482 |      |
| 7    | Arnaud Hybois Étienne Hubert Sébastien Jouve Cyrille Carré   | Francia    | 3'07"488 |      |
| 8    | Marko Tomićević Milenko Zorić Dejan Pajić Vladimir Torubarov | Serbia     | 3'10"241 |      |